# Les
Les (em aranês e oficialmente) ou Lés (em castelhano) é um município da Espanha na comarca do Vale de Aran, província de Lérida, comunidade autónoma da Catalunha. Tem 23,4 km² de área e em 2021 tinha 966 habitantes (densidade: 41,3 hab./km²).

## Demografia
| Variação demográfica do município entre 1991 e 2008[carece de fontes?] | Variação demográfica do município entre 1991 e 2008[carece de fontes?] | Variação demográfica do município entre 1991 e 2008[carece de fontes?] | Variação demográfica do município entre 1991 e 2008[carece de fontes?] |
| ---------------------------------------------------------------------- | ---------------------------------------------------------------------- | ---------------------------------------------------------------------- | ---------------------------------------------------------------------- |
| 1991                                                                   | 1996                                                                   | 2001                                                                   | 2008                                                                   |
| 674                                                                    | 673                                                                    | 691                                                                    | 968                                                                    |